# Russell Kelso Carter
Russell Kelso Carter, född 18 november 1849 i Baltimore, Maryland, USA, död 23 augusti 1928 i Catonsville, Maryland, var professor vid Pennsylvania Military Academy, lekamannapredikant i Metodistkyrkan samt läkare. Kompositör och psalmförfattare. Hans grav finns i Greenmount Cemetery i Baltimore.

## Psalmer
- Guds kärlek den liknar en stor ocean (musik)
- Vilande i löftena som Herren gav (text & musik)

### Engelska psalmtitlar
- Standing on the promises (The Songbook of the Salvation Army 1986, nr 757)
- I'm more than a conquerer
- The King's wedding march
- Cleansing Balm
- The Invitation
- Breathe upon us from heaven